# Opioide

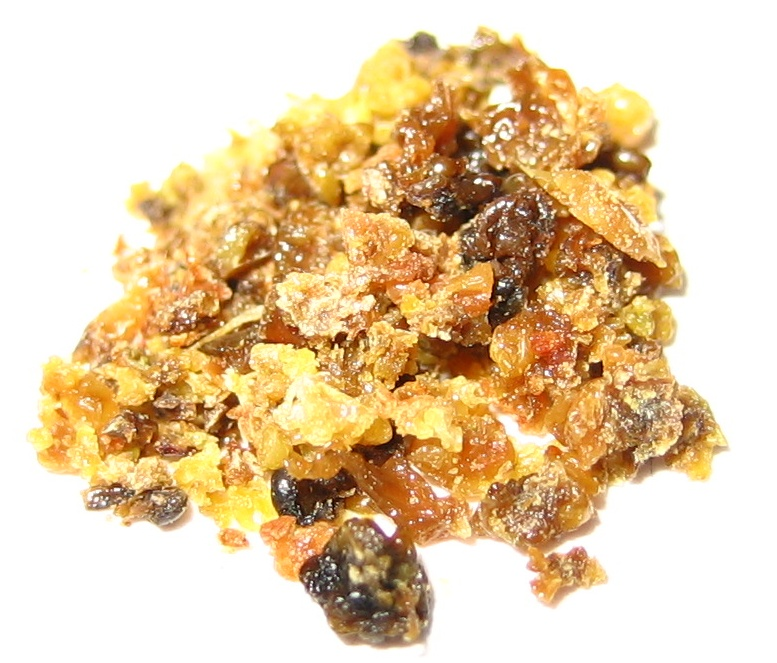
Opio crudo, de donde derivan la mayoría de los opiáceos.

Un opioide es cualquier agente endógeno o exógeno que se une a receptores opioides situados principalmente en el sistema nervioso central y en el tracto gastrointestinal.
Aunque el término opiáceo se utiliza con frecuencia para referirse a todas las drogas similares al opio, es más apropiado limitar su alcance a los alcaloides naturales del opio y a sus derivados semisintéticos. Hay tres grandes clases de sustancias opioides: alcaloides del opio, tales como morfina (el opiáceo prototípico) y codeína; opioides semisintéticos, tales como heroína y oxicodona, y opioides completamente sintéticos, tales como petidina y metadona, que tienen una estructura no relacionada con los alcaloides del opio. El término opioide se refiere, por tanto, a todas las sustancias, endógenas y exógenas con afinidad por estos receptores, como las endorfinas, las encefalinas o las dinorfinas.
Los opioides se recetan frecuentemente por sus propiedades efectivas analgésicas, es decir, para aliviar el dolor.

## Farmacología
| Medicamento   | Potencia relativa | Fracción no ionizada | Unión a proteínas | Solubilidad lipídica |
| ------------- | ----------------- | -------------------- | ----------------- | -------------------- |
| Morfina       | 1                 | ++                   | ++                | ++                   |
| Petidina      | 0.1               | +                    | +++               | ++                   |
| Hidromorfona  | 10                |                      |                   |                      |
| Alfentanilo   | 10-25             | ++++                 | ++++              | +++                  |
| Fentanilo     | 75-125            | +                    | +++               | ++++                 |
| Remifentanilo | 250               | +++                  | +++               | ++                   |
| Sufentanilo   | 500-1000          | ++                   | ++++              | ++++                 |
| Etorfina      | 1000-3000         |                      |                   |                      |

Los opioides se unen a receptores opioides específicos en el sistema nervioso y otros tejidos. Existen tres clases principales de receptores opioides: μ, κ, y δ (mu, kappa y delta), aunque se han descrito más de diecisiete, incluyendo los receptores ε, ι, λ, y ζ (épsilon, iota, lambda y zeta). Por el contrario, los receptores σ (sigma) actualmente no son considerados como opioides debido a que su activación no está reservada al agonista inverso del opioide naloxona, no muestran alta afinidad por los opioides clásicos, y son estereoselectivos para los isómeros dextro-rotatorios, mientras que los otros receptores opioides son estereoselectivos para isómeros levo-rotatorios.
Además, hay tres subtipos de receptores μ: μ1 y μ2, y el recientemente descubierto μ3. Otro receptor de importancia clínica es el receptor similar a receptores opioides 1 (ORL1), que se relaciona con la respuesta al dolor y el desarrollo de tolerancia a los agonistas opioides μ usados como analgésicos. Todos ellos son receptores ligados a proteína Gi/o, que inhiben la adenilatociclasa y disminuyen la producción de AMPc, además promueven la apertura de canales de potasio y el cierre de canales de calcio presinapticos, todas estas acciones en conjunto disminuyen la excitabilidad neuronal.

## Opioides en la clínica
Los medicamentos que pertenecen a esta clase (también conocidos como narcóticos) incluyen la morfina, la codeína (metilmorfina) y la heroína (diacetilmorfina); la heroína es de estas tres la que tiene mayor afinidad por los receptores endorfínicos, por lo que es más potente que la morfina; no obstante, entró rápidamente en desuso en la práctica médica, por tener un perfil de seguridad muy desventajoso y por su mayor potencial de abuso. La morfina se utiliza a menudo como analgésico para aliviar el dolor intenso tras la cirugía o el dolor oncológico intenso. La codeína, por ser menos eficaz que la morfina, se utiliza para dolores menos agudos (y a dosis más bajas contra la tos). Otros ejemplos de opiáceos que se recetan para aliviar el dolor incluyen buprenorfina (Temgesic), oxicodona (OxyContin), tramadol (Tradol), propoxifeno (Darvon), hidrocodona (Vicodin) e hidromorfona (Dilaudid), así como la petidina (Demerol) que se usa menos debido a sus efectos secundarios. Además de sus propiedades analgésicas, algunas de estas drogas, por ejemplo, la codeína y el difenoxilato (Lomotil (formulación antigua)), pueden ser utilizadas para aliviar otros síntomas, cómo la tos y la diarrea. 
El fentanilo, alfentanilo, sufentanilo son potentes analgésicos que se utilizan durante la cirugía.[cita requerida] Actualmente, existe el remifentanilo, que es un potente opiáceo de vida media muy corta, se utiliza durante los actos anestésicos. En veterinaria son utilizados la etorfina, el carfentanilo y el tiafentanilo, especialmente en especies de fauna silvestre y de zoológico, todos ellos reversibles con naltrexona, diprenorfina o naloxona; el uso de estos fármacos en este tipo de animales se justifica porque la reversión se logra en escasos minutos y con una gran seguridad para el animal y las personas que realizan el procedimiento.
Antiguamente, los opioides reciben otras denominaciones:
- hipnoanalgésicos: (hipnos=sueño) y analgésicos narcóticos (narcos=estupor) por su capacidad de generar sueño o estupor.
- opiáceos: para agrupar los fármacos derivados naturales y semisintéticos del opio y endorfinas, como un término genérico que involucra a las tres familias de péptidos endógenos.

## Historia
El conocimiento de los efectos del opio y su uso con finalidades terapéuticas, se remonta al pasado remoto: Los datos más claros provienen de los siglos III y IV antes de Cristo: Hipócrates (460-366 a. C.) se refiere a sus propiedades analgésicas con el lema «Divinum opus est sedare dolores».
Se lo consideró siempre como una medicación casi milagrosa, y Paracelso llegó considerarlo la "piedra de la inmortalidad".[cita requerida]
En 1660, Thomas Sydenham elaboró la tintura de opio que lleva su nombre (láudano de Sydenham), acuñando la célebre frase: "Entre los remedios que Dios todopoderoso se ha dignado dar al hombre para aliviar sus sufrimientos, ninguno es tan universal y eficaz como el opio."
Pero el desarrollo más significativo en la historia del uso del opio aconteció cuando, en 1803, F. W. Sertümer ―químico alemán― logró aislar el alcaloide principal del opio, denominándolo morfina, en relación con Morfeo, el mitológico dios de los sueños.[cita requerida]
A partir de este descubrimiento, rápidamente acontecieron otros: la codeína, en 1832, por Robiquet, y la papaverina, a cargo de Merck, en 1848. Comienza entonces a partir de allí a difundirse en el mundo médico el uso de los alcaloides puros en reemplazo de los preparados del opio.[cita requerida]